# Jalin Hyatt
Jalin Daveon Hyatt (Irmo, 25 settembre 2001) è un giocatore di football americano statunitense che milita nel ruolo di wide receiver per i New York Giants della National Football League (NFL).

## Carriera professionistica

### New York Giants
Al college Hyatt giocò a football a Tennessee, venendo premiato come unanimemente All-American e vincendo il Fred Biletnikoff Award. Fu scelto nel corso del terzo giro (73º assoluto) del Draft NFL 2023 dai New York Giants. Debuttò come professionista subentrando nella gara del primo turno contro i Dallas Cowboys. La settimana successiva contro gli Arizona Cardinals fece registrare le prime due ricezioni per 89 yard. Una di esse fu una ricezione da 58 yard mentre i Giants erano in svantaggio per 20-0 che fu citata dal quarterback Daniel Jones come "chiave" per la rimonta della squadra che andò a vincere per 31-28. Nella settimana 12 disputò sino a quel momento la sua miglior gara, ricevendo 109 yard da Tommy DeVito nella vittoria sui New England Patriots, prestazione che gli valse il riconoscimento di rookie della settimana. La sua prima stagione si chiuse con 23 ricezioni per 373 yard disputando tutte le 17 partite, di cui 7 come titolare.

## Palmarès
- Rookie della settimana: 1

12ª del 2023